# لوثر برنتيس برادلي
لوثر برنتيس برادلي (بالإنجليزية: Luther Prentice Bradley)‏ هو ضابط أمريكي، ولد في 8 ديسمبر 1822 في نيو هيفن في الولايات المتحدة، وتوفي في 13 مارس 1910 في تاكوما في الولايات المتحدة.